# Ротенбург-на-Таубері
Ротенбург-на-Таубері (нім. Rothenburg ob der Tauber) — місто в окрузі Середня Франконія, земля Баварія, Німеччина. Входить до складу району Ансбах.
Площа — 41,68 км2. Населення становить 11 273 ос. (станом на 31 грудня 2020).

## Походження назви
Назва міста в перекладі з німецької мови означає «Червона фортеця над Таубером» (нім. Rothenburg ob der Tauber). Така назва зумовлена розташуванням міста на плато, що здіймається над річкою Таубер. За однією версією червоною фортецю називали за колір дахів будинків укріпленого, як фортеця міста. За іншою версією назва походить від процесу вимочування (нім. rotten) льону при виготовленні лляної білизни.

## Зовнішні зв'язки
Ротенбург-на-Таубері має 3 Міста-побратими:
- Атіс-Монс, Франція
- Суздаль, Росія
- Учіко, Японія

## Галерея

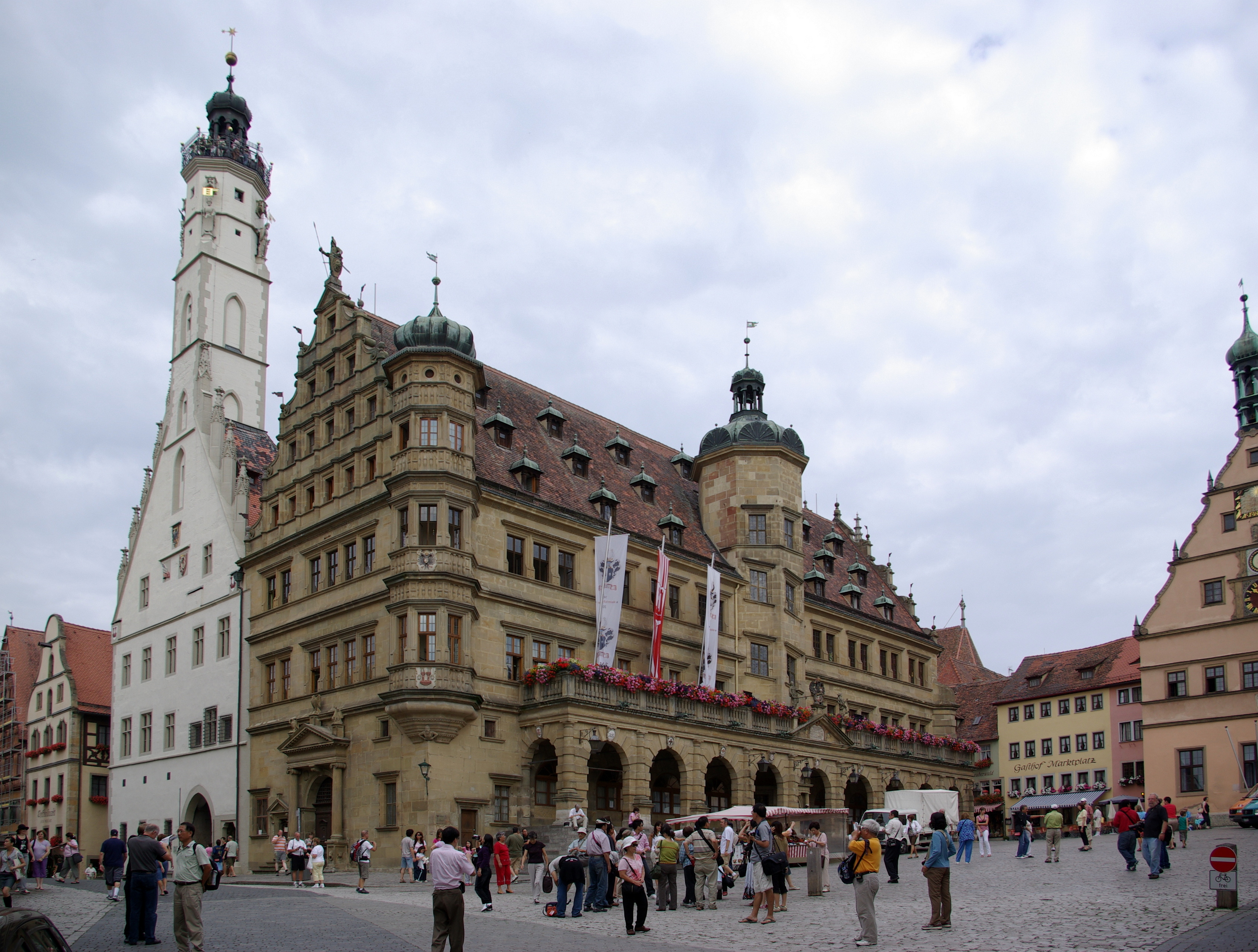
Ратуша
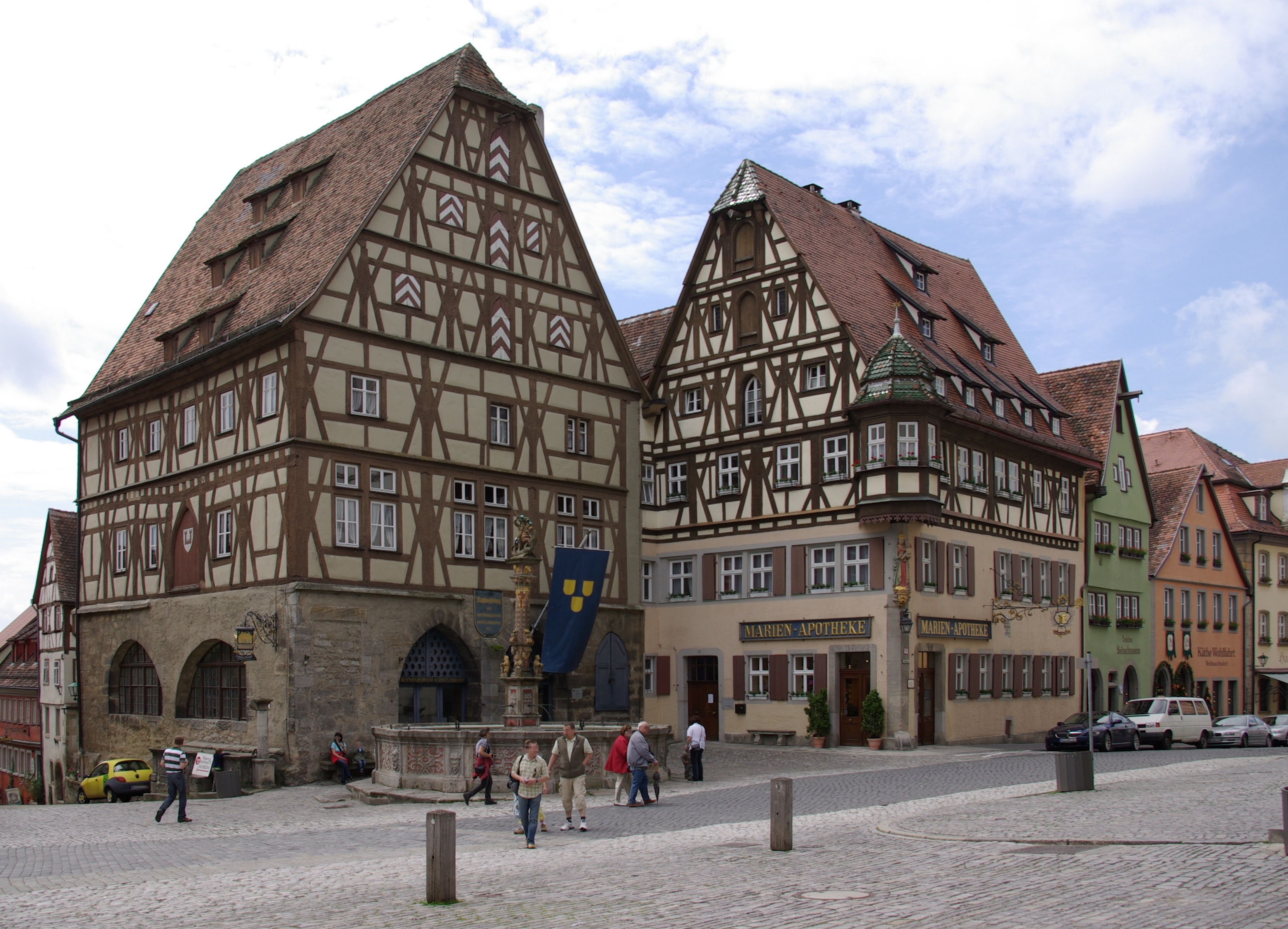
Ринкова площа
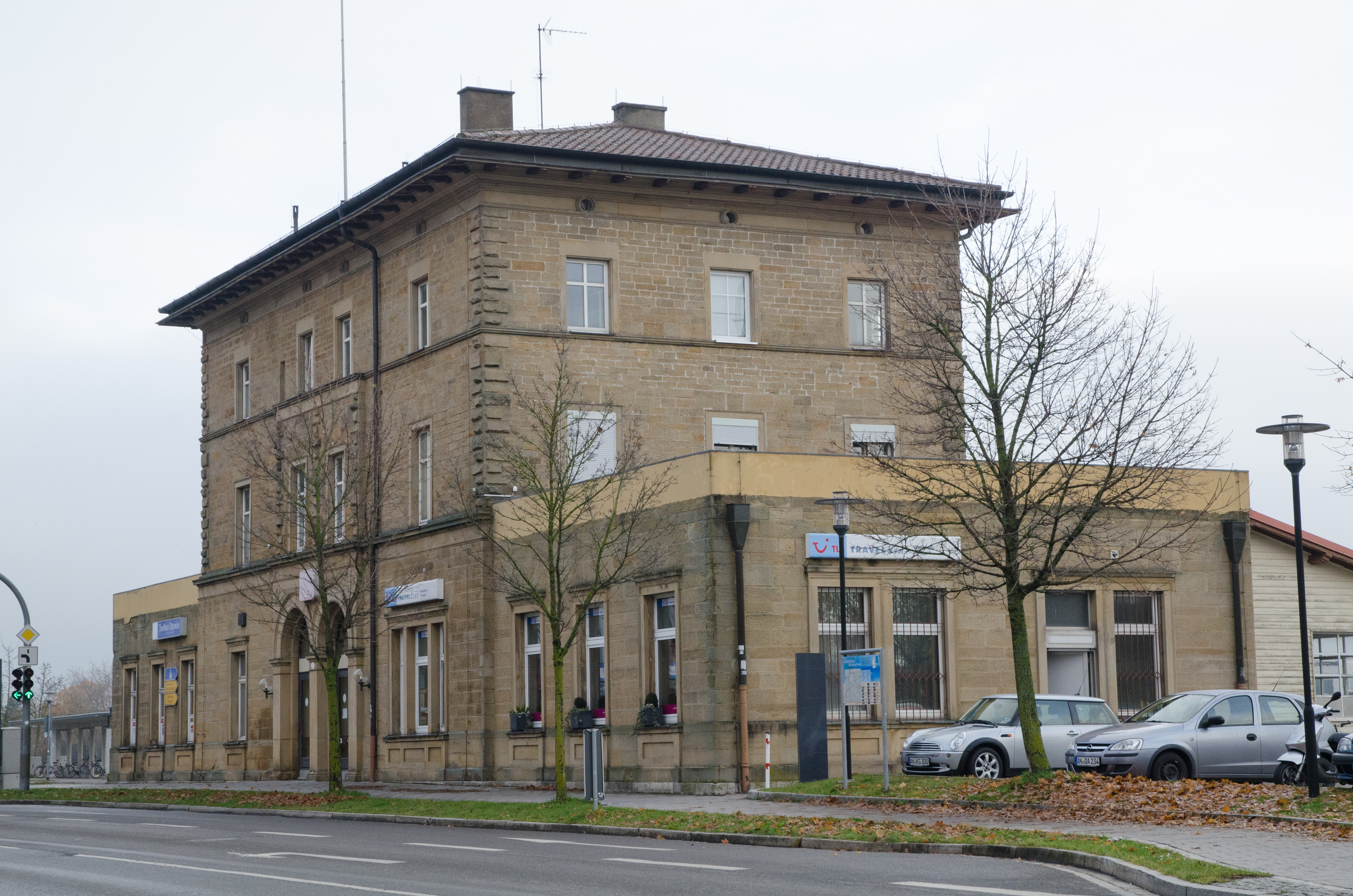
Залізничний вокзал
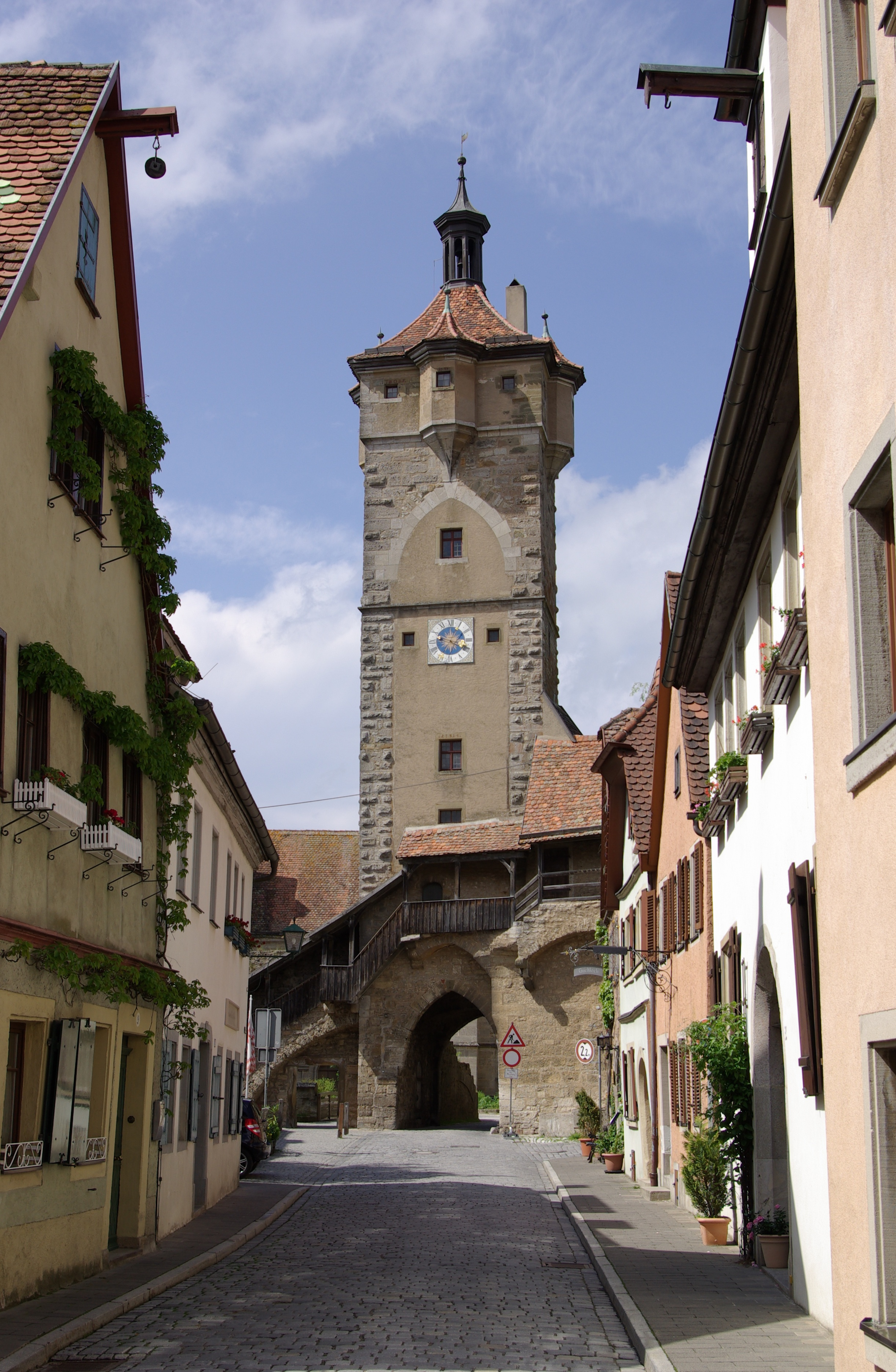
Вуличка